# Colt Model 1871-72 Open Top

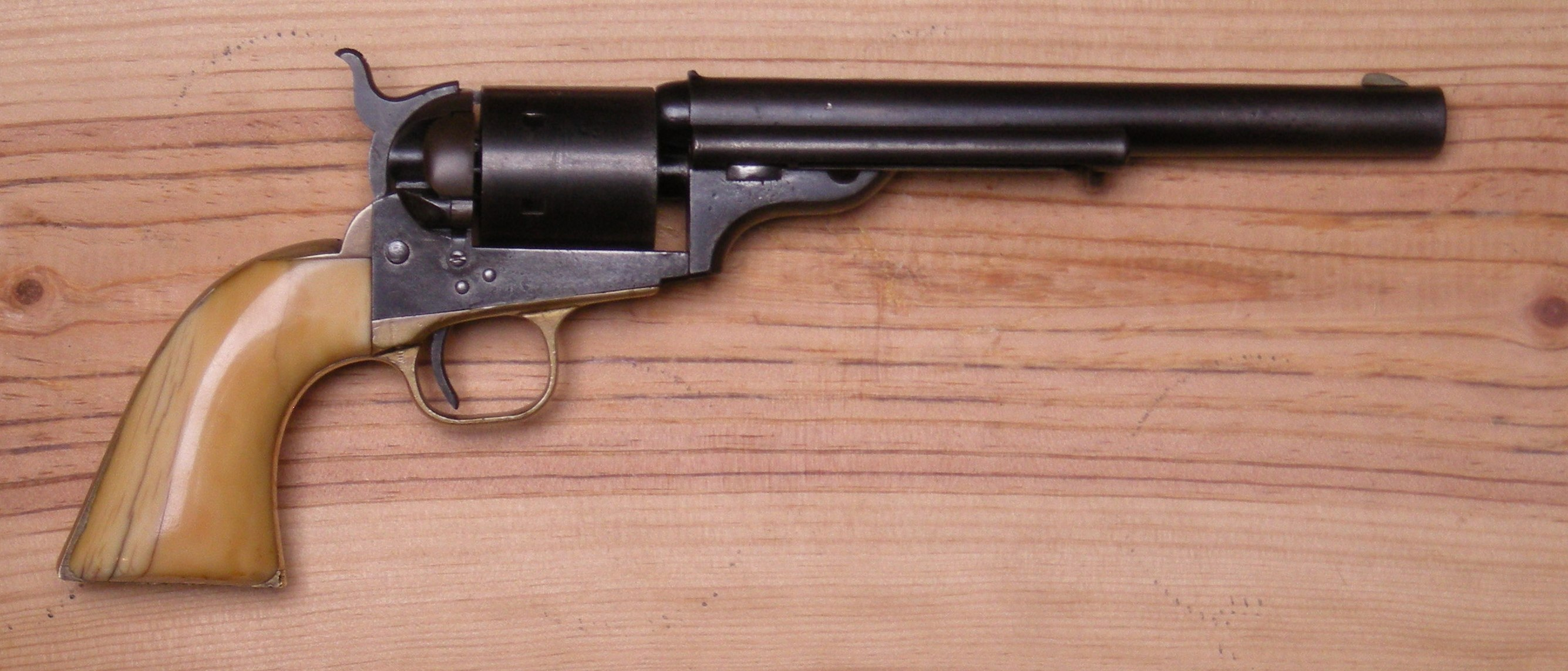
Um Colt 44 Open Top.

O Colt Model 1871-72 Open Top é um revólver de carregamento pela parte de trás da câmara utilizando cartuchos metálicos de calibre .44 lançado em 1872 pela Colt's Patent Fire Arms Manufacturing Company. Ese modelo foi desenvolvido de acordo com duas patentes: a primeira, de 1871 e a segunda de 1872, estima-se que a produção desse modelo se estendeu entre fevereiro de 1872 e junho de 1873. Existe no entanto, alguma confusão em relação ao nome desse modelo. Às vezes é chamado de Colt Model 1871 ou Colt Model 1872, mas atualmente, as designações mais aceitas são: Colt Model 1871-72 Open Top, Colt Model 1871-72 ou simplesmente Colt Open Top.